# じゃっぽの湯

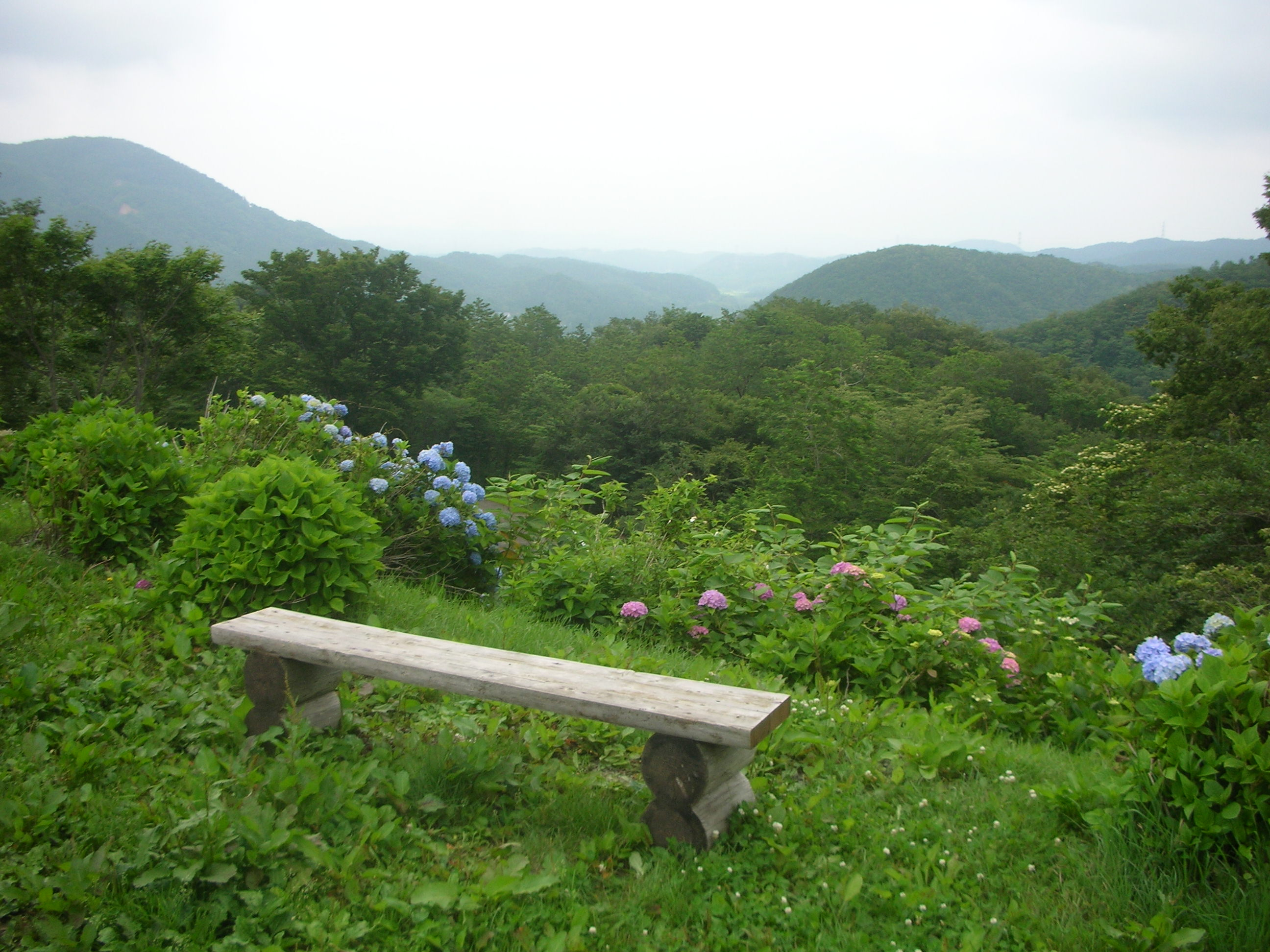
じゃっぽの湯の道路向かいの駐車場から見える紫陽花と遠景

じゃっぽの湯（じゃっぽのゆ）は、宮城県柴田郡川崎町の青根温泉街にある日帰り入浴施設。
蔵王連峰から直線距離にして東へ10キロメートル、2006年4月に日帰り入浴施設としてオープンした。
青根温泉郷にある天然温泉で、泉質は、弱アルカリ性で、無色透明。

## 泉質
- 混合泉単純温泉・低張性弱アルカリ性高温泉・泉温52度・pH7.5
- 効能 - 神経痛・リューマチ・腰痛・眼痛（結膜炎・目やに・トラホーム）・胃腸病・筋肉痛・関節痛・五十肩・運動麻痺・関節のこわばり・打ち身・くじき・痔疾・慢性消化器病・冷え性・疲労回復・健康増進・病後回復期泉など[2]。

## 開館時間
- 営業 6:30〜21:30/受付 21:00まで
- 定休日/年中無休

## 入浴料金
- 大人/（中学生以上）320円
- 子供/（小学生）160円
- 未就学児/無料

## 所在地
- 〒989-0908 宮城県柴田郡川崎町青根温泉9-1

## アクセス
- 東北本線白石駅・東北新幹線白石蔵王駅より車で40分

## 周辺
- 蔵王
- 青根洋館
- 不動滝